# نجمة رباعية
النجمة الرباعية في الهندسة الرياضية هي مضلع نجمي له أربعة رؤوس.

## مكونات نجمة رباعية
```
 
```

تتكون النجمة الرباعية من عدة مؤشرات هي:
- أربع رؤوس.
- ثمانية أضلاع.
- أربع مثلثات.
- مربع وسطي.

## إستخداماتها

علم أروبا (مستعمرة هولندية)

- تم إستخدامها كعلم لدولة أروبا (مستعمرة هولندية).

## خواصها
- مجموع زوايا النجمة الرباعية تساوي 135° وكل زاوية تساوي 45°.

- يتكون داخل النجمة الرباعية مربع عند تلاقي جميع النقاط.

- وأيضاً يتكون خارجها مربع، عندما نجمع جميع رؤسها بواسطة مستقيمات، بالمسطرة.

## أُنظر أيضاً
- نجمة.
- مضلع نجمي.
- نجمة خماسية.
- نجمة سباعية.
- نجمة ثلاثية.
- الهندسة الرياضية.